# Schlacht von Tashihchiao
Port Arthur (Seeschlacht) – Tschemulpo – Yalu – Nanshan – Te-li-ssu – Hitachi-Maru-Vorfall – Motien-Pass – Tashihchiao – Hsimucheng – Port Arthur (Belagerung) – Gelbes Meer – Ulsan – Korsakow – Liaoyang – Shaho – Sandepu – Mukden – Tsushima – Sachalin
Die Schlacht von Tashihchiao (jap. 大石橋の戦い, Taisekikyō no Tatakai) war eine Landschlacht im Russisch-Japanischen Krieg und wurde vom 11. Julijul. / 24. Juligreg. bis zum 12. Julijul. / 25. Juli 1904greg. zwischen dem Kaiserlich Japanischen Heer und dem Kaiserlich Russischen Heer ausgetragen. Die Schlacht fand in der Nähe des Dorfes Dashiqiao (chinesisch 大石橋, Pinyin Dàshíqiáo, W.-G. Tashihchiao, japanische Lesung: Taisekikyō) statt, das in der chinesischen Provinz Liaoning liegt, und endete mit einem japanischen Sieg.

## Vorgeschichte
Nach der siegreichen Schlacht von Te-li-ssu am 14. und 15. Juni 1904 rastete die japanische 2. Armee für vier Tage. Während der Ruhephase wurde sie mit der 6. Division verstärkt und umfasste neben der 3., 4. und 5. Division nun vier Divisionen mit über 60.000 Mann, davon 46.000 Mann Infanterie, und über 250 Geschützen.
Japanische Kavallerie bewegte sich inzwischen parallel zur Bahnstrecke Port Arthur-Mukden weiter nordöstlich auf Tashihchiao vor und erkundete die russischen Stellungen.

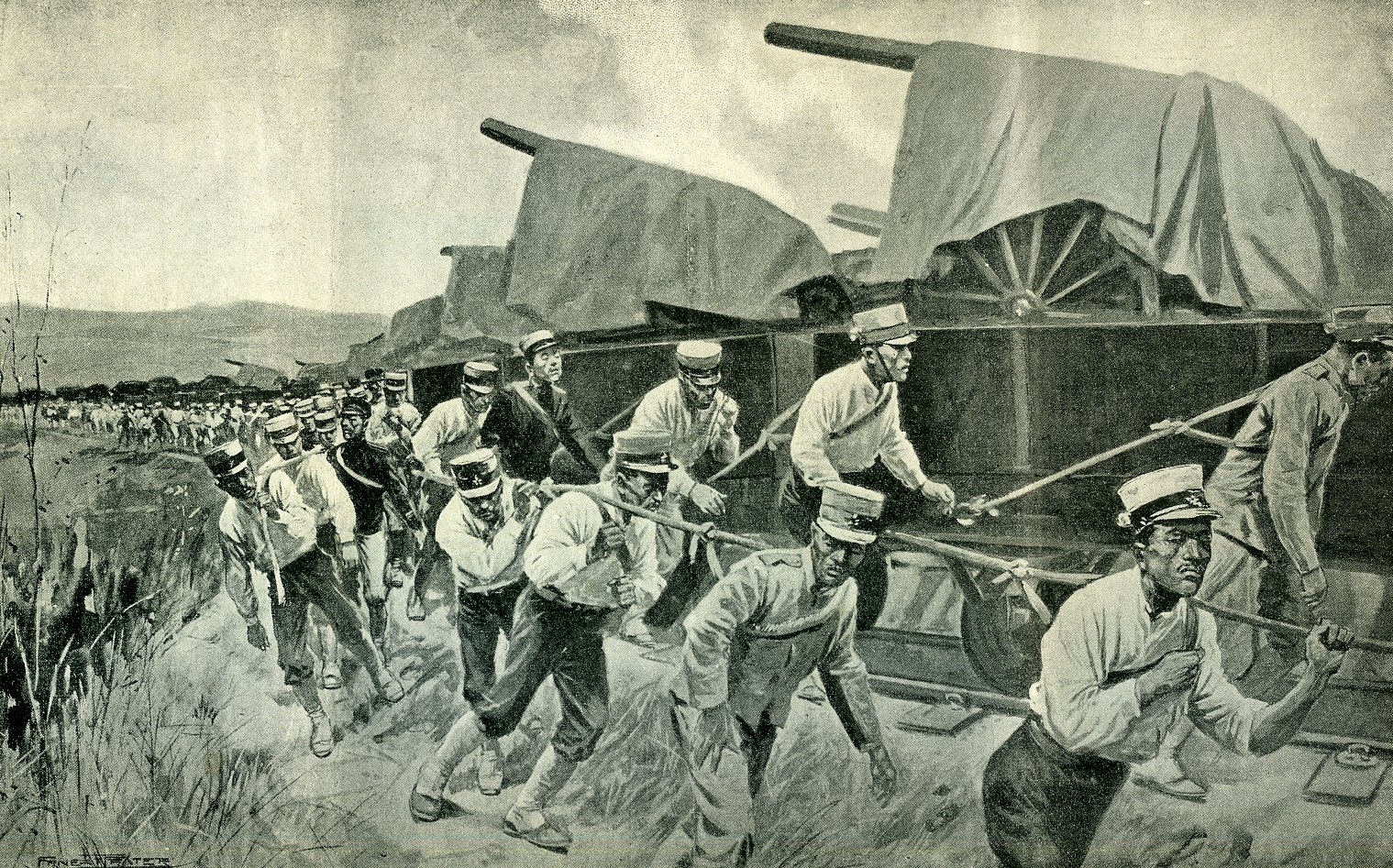
Aus Mangel an Lokomotiven ziehen japanischen Soldaten Eisenbahnwagen zur Front.

Heftige Regenfälle erschwerten die Versorgung der japanischen 2. Armee und verzögerten so den weiteren Vormarsch. Die japanische Armee rückte zwar entlang der Eisenbahnlinie vor, konnte aber wegen fehlender Lokomotiven diese nicht nutzen. Die Russen hatten bei ihrem Rückzug aus Dalny über 300 Eisenbahnwagons zurückgelassen, doch hatten sie daran gedacht, die Lokomotiven in Sicherheit zu bringen. Von Japan vor dem Krieg für diesen Zweck erworbene Lokomotiven, die die Spurbreite der russischen Eisenbahn hatten, waren auf der Überfahrt von Japan nach Korea mit ihren Transportschiffen von russischen Kriegsschiffen versenkt worden. So musste die gesamte Versorgung der Truppen mit Hilfe chinesischer Träger bewältigt werden, was das weitere Vorgehen stark verzögerte. Die strategische Situation erforderte jedoch einen raschen Vormarsch der 2. Armee, wenn sie mit den beiden anderen japanischen Angriffskolonnen Schritt halten wollte. Um die Versorgung in den Griff zu bekommen und die erbeuteten Eisenbahnwagons trotzdem nutzen zu können, wurden anstatt der Lokomotiven jeweils ca. 16 Mann vor die vorhandenen Eisenbahnwagons gespannt. Zusätzlich wurden 70 chinesische Dschunken angemietet, die den Nachschub in der Liaodong-Bucht anlandeten, um ihn anschließend über den Landweg von ein bis zwei Meilen zu den japanischen Truppen zu bringen. Dadurch verbesserte sich die Versorgungslage und Anfang Juli setzte sich die 2. Armee in Marsch Richtung Tashihchiao. Dabei kam es zu kleineren Scharmützeln, bei denen die russischen Verteidiger leicht vertrieben werden konnten. Am 6. Juli wurde Kai-ping erreicht, das 10 Meilen südlich von Tashihchiao liegt. Die Japaner wurden von der örtlichen Bevölkerung informiert, dass zirka 20.000 Russen unter Generalleutnant von Stackelberg um Kai-ping stationiert seien. Weitere russische Truppen, so wurde berichtet, würden sich 10 Meilen weiter nördlich in befestigten Stellungen befinden.
Die 2. Armee formierte sich zum Angriff und am 9. Juli 1904 ab 5:30 Uhr eröffneten japanische Geschütze das Feuer auf die Russen in Kai-ping. Bereits um 8:00 Uhr zogen sich die Russen auf ihre Stellungen auf der Linie Tashihchiao-Tapinling zurück.
Die folgenden 10 Tage verbrachten beide Seiten mit Artillerieduellen und Kavalleriegeplänkeln, ohne dass es dabei zu größeren Kampfhandlungen kam.
Mit der Einnahme Kai-pings verbesserte sich die Versorgungslage der 2. Armee erheblich, da der Frontverlauf direkt an der Küste verlief und die Waren ohne Verzögerung angelandet und verteilt werden konnten.
Währenddessen erreichten die Neuigkeiten von der russischen Niederlage am Motien-Pass die Truppen. Um Schritt mit dem Vorgehen der anderen japanischen Armeen zu halten, musste die 2. Armee die russischen Stellungen bei Tashihchiao angreifen. Am 20. Juli wurden Befehle für den Angriff für den 23. Juli ausgegeben, doch erneute schwere Regenfälle verzögerten den Angriff, der um 24 Stunden verschoben wurde.
Die japanische 5. Division bildete den rechten Flügel. Links davon war die 3. Division postiert, daneben die 6. Division und die 4. Division stand auf dem linken Flügel. Die japanische Kavallerie war auf die äußeren Flügel verteilt und sollte gegebenenfalls in den Rücken der Russen vorstoßen.

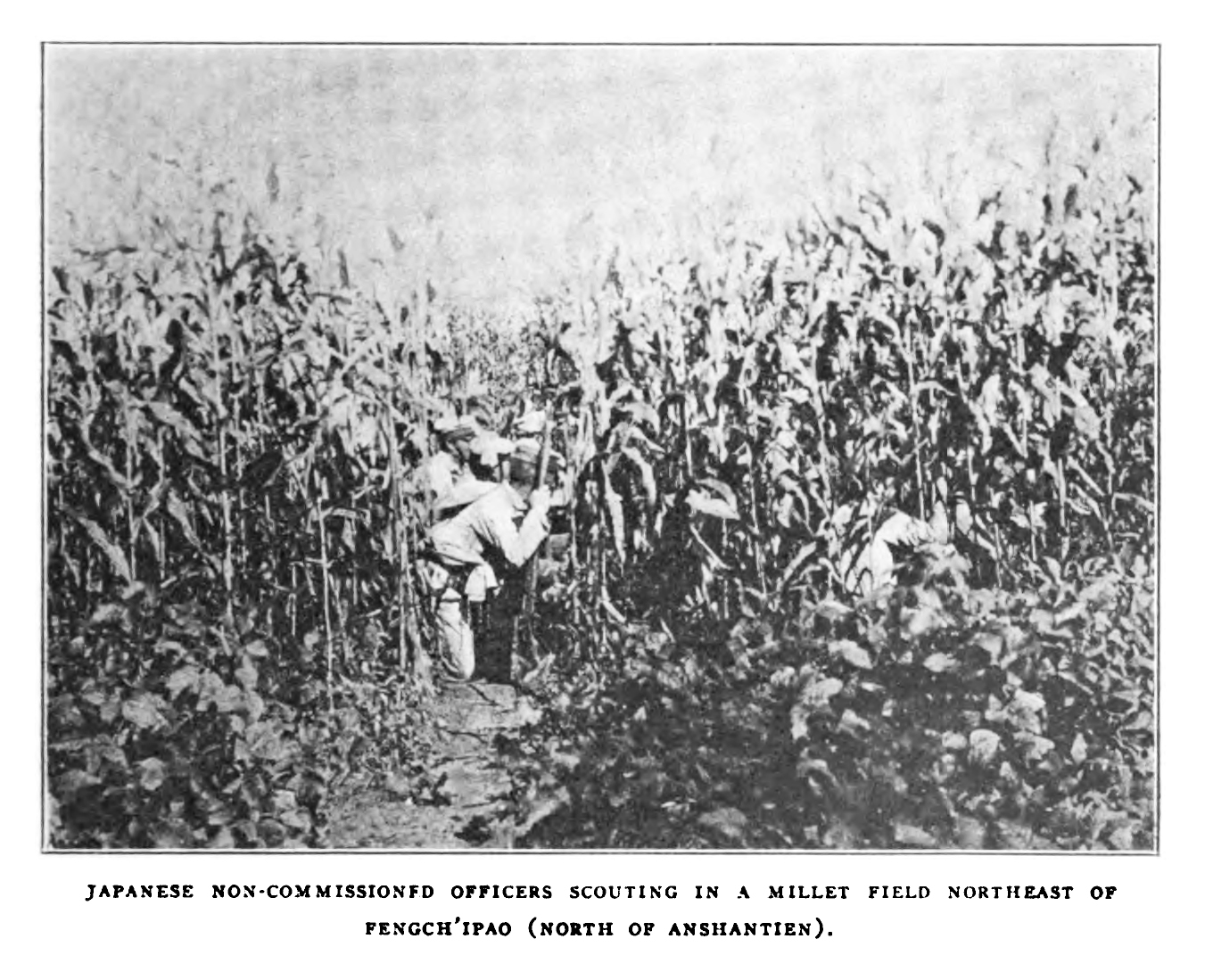
Geschützt durch kao-liang (Sorghumhirse) kundschaften japanische Unteroffiziere russische Stellungen aus.

Die Russen hatten auf einer Breite von 10 Meilen zwei Armeekorps mit vier Divisionen in den Hügeln eingegraben. Auf dem rechten Flügel hatten die Russen gutes Schussfeld, während am linken Flügel das Gelände mit kleinen Schluchten versehen war und nur eingeschränkte Sicht zuließ. General Alexei Kuropatkin selbst hatte die Stellung gewählt und zahllose Laufgräben, Redouten, Artilleriestellungen, Drahtverhaue und Minen anlegen lassen. Die Verteidigungsstellungen übertrafen die vom Nanshan und Te-li-ssu, obwohl die geographischen Verhältnisse bei beiden Schlachtfeldern wesentlich vorteilhafter für die Verteidiger gewesen waren als hier bei Tashihchiao. Während des 23. Julis bewegten sich die japanischen Streitkräfte in ihre Angriffsräume. Zur damaligen Zeit der Schlacht gab es zu beiden Seiten der Eisenbahnlinie, die nach Tashihchiao führte, große Felder mit kao-liang (Sorghumhirse), der eine Höhe von bis zwei Meter erreichte. Die Annäherung der Japaner blieb den Russen somit zu einem gewissen Grade verborgen.
Gegen 13:30 Uhr erhielt General Sarubajew, der den Oberbefehl über die russischen Truppen bei Tashihchiao hatte, Meldung von General Mischtschenko, dass dieser sich vor der japanischen 10. Division, die zur japanischen 4. Armee gehörte, aus dem östlich von Tashihchiao gelegenen Hsiu-yen hatte zurückziehen müssen. Gleichzeitig wurde ihm von Generalleutnant von Stackelberg der Vormarsch der Japaner auf die Stellungen bei Tashichiao gemeldet. Sarubajews Stab rechnete mit dem Angriff von drei japanischen Divisionen und gab letzte Instruktionen für die kommende Schlacht.
General Oku gab am Vorabend der Schlacht seinen Truppen ebenfalls letzte Instruktionen. Die 3., 5. und 6. Division sollten frontal ihre Abschnitte angreifen, während die 4. Division und das 14. Artillerieregiment in Reserve bleiben sollten.

## Beteiligte Einheiten

### Japaner
2. Armee, General Oku Yasukata
- 3. Division, Generalleutnant Ōshima Yoshimasa
- 4. Division, Generalleutnant Ogawa Mataji
- 5. Division, Generalleutnant Ueda Arisawa
- 6. Division, Generalleutnant Ōkubo Haruno
- 1. Kavalleriebrigade, Generalmajor Akiyama
- 1. Artilleriebrigade, Generalmajor Uchiyama

Gesamtstärke: ca. 65.000 Mann, davon ca. 46.000 Mann Infanterie und 252 Geschütze.

### Russen
- 1. Sibirisches Armeekorps, Generalleutnant Georgi von Stackelberg
  - 1. Ostsibirische Schützendivision, Generalmajor Gerngross
  - 9. Ostsibirische Schützendivision, Generalmajor Kondratowitsch
  - 1. Ostsibirische Schützenartilleriebrigade, Generalmajor Luchkarski
  - Sibirische Kosakendivision, Generalmajor Kossakowski
- 4. Sibirisches Armeekorps, Generalleutnant Nikolai Sarubajew
  - 2. Sibirische Schützendivision, Generalmajor Levestam
  - 3. Sibirische Schützendivision, Generalmajor Kossowitsch
  - 1. Sibirische Artilleriebrigade
  - Trans-Baikal-Kosakenbrigade, Generalmajor Pawel Mischtschenko

Gesamtstärke: ca. 60.000 Mann 105 Geschütze.

## Die Schlacht

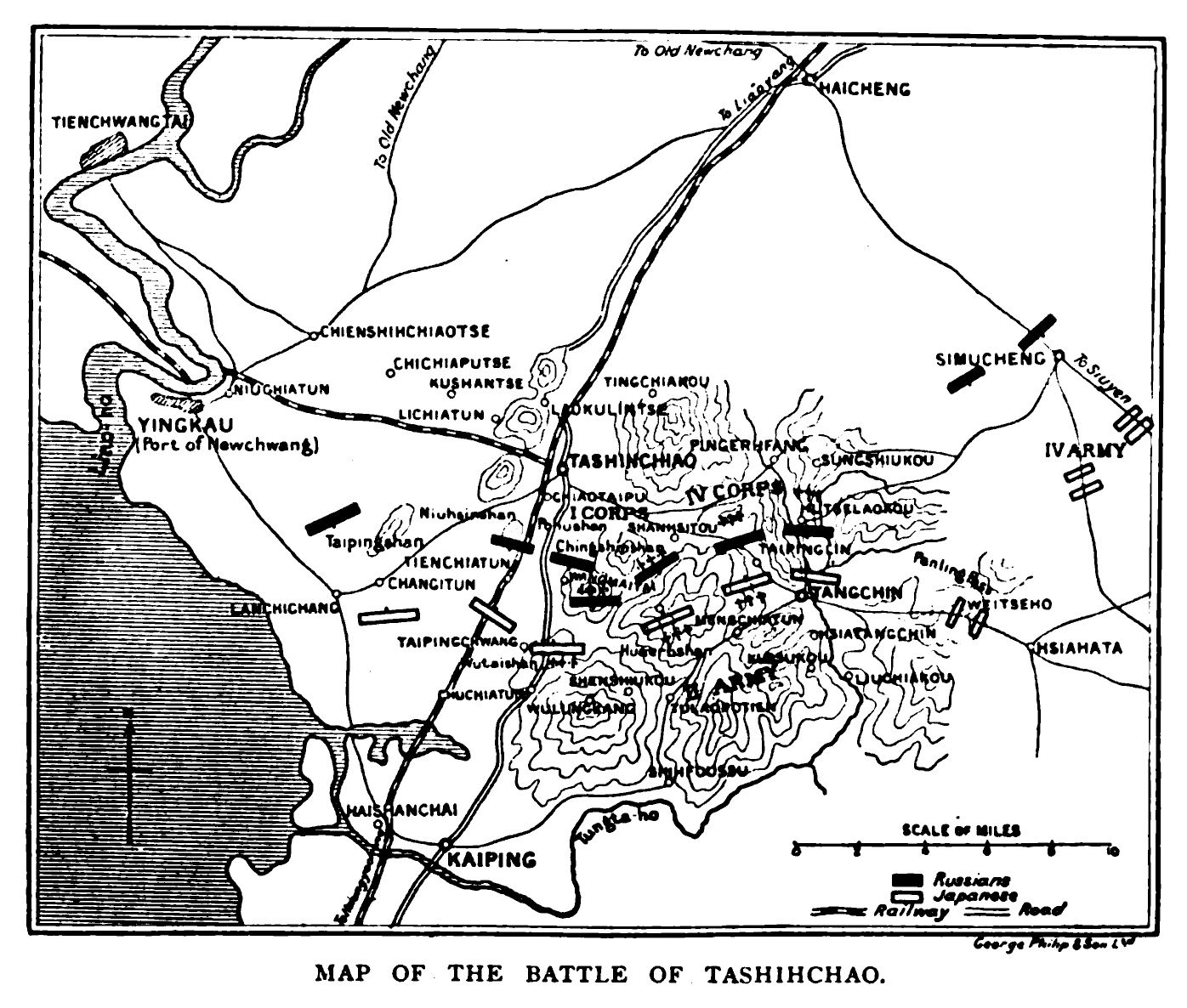
Zeitgenössische Karte der Schlacht von Tashihchiao.

### Kampfhandlungen am 24.Juli
Um 5:30 Uhr am 24. Juli 1904 eröffneten die japanischen Geschütze das Feuer auf die russischen Stellungen. Indirektes Feuer von hinter den Hügeln verborgenen russischen Geschützen erwiderten den Beschuss. Es entwickelte sich ein intensives Artillerieduell auf dem russischen rechten Flügel, wobei die Infanterie beider Seiten wegen des offenen Schussfeldes in Deckung blieb und im russischen Fall noch nicht einmal die Gräben besetzte. Obwohl keine direkte Gefahr für das an dieser Stelle eingesetzte 1. Sibirische Armeekorps bestand, schickte von Stackelberg um 13:00 Uhr einen Boten zu Sarubajew mit der Warnung, dass die Japaner ihren Angriffsschwerpunkt wahrscheinlich auf die russische linke Flanke, beim 4. Sibirische Armeekorps, setzen würden. Würden nun, so von Stackelberg, die russischen Truppen unter Artilleriefeuer die Gräben besetzen, würde es zu schweren Verlusten kommen und dies könne nicht in Einklang mit der Strategie des Oberbefehlshabers Kuropatkin sein. Unter diesen Umständen empfehle er den Rückzug. General Sarubajew erwiderte, ein Rückzug sei bei Tageslicht nicht zu empfehlen, doch ziehe er einen Rückzug bei Nacht in Betracht.
Um 14:00 Uhr beschossen 13 japanische Batterien das 1. Sibirische Armeekorps, wovon 12 Batterien die zwei russischen Batterien niederkämpfen wollten, die das Vorfeld der russischen Stellungen bestrichen. Über neun Stunden erwiderten die beiden russischen Batterien erfolgreich das Feuer, ohne nennenswerte Verluste zu erleiden, und ab 15:00 Uhr wurden sie durch die 4. Batterie der Reserve unterstützt.
Die Angriffe der drei japanischen Divisionen waren wegen des unerwartet starken russischen Artilleriefeuers ins Stocken geraten. Die 4. Division war am japanischen linken Flügel leicht vorgerückt, geriet aber ebenfalls unter Artilleriefeuer und stoppte. Zu diesem Zeitpunkt erhielt General Oku Meldungen über starke Feindbewegungen und schloss daraus, dass eventuell mit einem russischen Gegenangriff gerechnet werden könne.
Auf dem japanischen rechten Flügel hatten zwischen 7:00 und 8:00 Uhr die 3. und 5. Division die Hügel nahe der russischen Stellungen überschritten. Sobald sie in Sichtkontakt waren, eröffneten die verdeckten russischen Geschütze das Feuer auf sie und der Angriff kam auch hier ins Stocken. Um 10:00 Uhr erneuerte die 3. Division ihren Angriff und einige russische Einheiten mussten sich aus den vorderen Stellungen zurückziehen. Unmittelbar darauf besetzten japanische Infanterie und Artillerie die aufgegebenen Stellungen und setzte die russische Mitte unter Druck. Die Russen waren sich der Gefahr bewusst und nahmen die Japaner ins Kreuzfeuer. Innerhalb kürzester Zeit feuerten 56 russische Geschütze, davon 32 Schnellfeuergeschütze, auf die gefährdete Stelle und 72 japanische Geschütze der 3. und 5. Division erwiderten ihnen. Obwohl in Unterzahl hatten die russischen Geschütze größere Reichweite und höhere Feuergeschwindigkeit. Die Japaner zogen nun weitere Geschütze an diesen Abschnitt heran und ab 15:30 Uhr erneuerte die 3. und 5. Division ihren Angriff. Ab 16:00 Uhr verstärkten beide Seiten ihre Truppen in diesem Abschnitt. Während an der restlichen Front die Kämpfe abebbten, kam es zwischen der japanischen 3. Division und dem rechten Flügel des 4. Sibirischen Armeekorps in den Abendstunden zu erbitterten Kämpfen, die bis 19:30 Uhr andauerten.
Am Ende des Tages hatten die Japaner nur noch ein einziges Regiment in Reserve, während bei den Russen lediglich 6 Bataillone als Reserve verfügbar waren. Nach 15-stündigem Kampf hatten die Russen ihre Stellungen gegen einen artilleristisch überlegenen Feind behauptet. Dagegen war der Frontalangriff der japanischen 2. Armee gescheitert und gab den russischen Soldaten Zuversicht, die Schlacht für sich zu entscheiden. Doch während die Japaner sich für einen weiteren Angriff für den nächsten Tag vorbereiteten, traf General Sarubajew Vorbereitungen für einen Rückzug.

### Kampfhandlungen am 25. Juli
Bei Einbruch der Nacht wurde der Kommandeur der 5. Division, Generalleutnant Ueda Arisawa, vorstellig bei General Oku. Ueda empfand es als Schmach, dass die in seine Division gesteckten Erwartungen, Tai-ping Ling zu erobern, nicht erfüllt hatten werden können und bat darum, einen Nachtangriff durchführen zu dürfen. Der Bitte wurde entsprochen und sobald Mondlicht die Nacht erleuchtete, bewegte sich die 5. Division auf die feindlichen Linien westlich von Tai-ping Ling zu. Die vorderste russische Linie fiel ohne große Gegenwehr und die Japaner stürmten den Hügel hoch. Um 3:00 Uhr war auch die zweite und dritte russische Linie überrannt. Nun griff auch die 3. Division an und eroberte Pin-han-kou sowie den Hügel nördlich von Shan-hsi-tou, der am Vortag der wichtigste Verteidigungspunkt der Russen gewesen war.
Auf dem linken japanischen Flügel eröffneten ab 6:40 Uhr die Geschütze das Feuer auf die russischen Stellungen. Als das Feuer nicht erwidert wurde, bewegten sich Teile der 6. Division vorsichtig vor. Um 8:00 Uhr beteiligte sich auch die 4. Division am Vormarsch und besetzte gegen 13:00 Uhr ohne Gegenwehr die russischen Stellungen.
Generalleutnant Sarubajew hatte sich nach dem japanischen Nachtangriff dazu entschlossen, den Rückzug anzutreten. Seiner Meinung nach verfügte er nicht über ausreichende Reserven, um ein Gefecht wie am Vortag erfolgreich überstehen zu können. Des Weiteren machte ihm das Vorrücken der japanischen 4. Armee im Osten Sorge. Bereits ab 11:00 Uhr hatten die Russen ihre Stellungen verlassen und zogen sich diszipliniert und wohlgeordnet Richtung Liaoyang zurück. Als die Japaner die russischen Stellungen erreichten, hatten die Russen bereits über 2 Stunden Vorsprung und so wurde auf eine Verfolgung verzichtet.
Die Schlacht war zu Ende und die Japaner hatten den Sieg errungen.

## Verluste
Russischen Angaben zufolge wurden ca. 1000 Mann getötet und verwundet, doch unabhängige Quellen geben bis zu 2000 Mann Gesamtverluste an. Obwohl die Japaner die russischen Stellungen angegriffen hatten, hatten sie verhältnismäßig geringe Verluste erlitten: 148 Mann waren gefallen und 895 Mann waren verwundet worden.

## Folgen
Der Rückzug der russischen Truppen vollzog sich wohlgeordnet und bereits am 27. Juli erreichten sie das 50 km nördlich gelegene Hai-cheng. Die Japaner rasteten für zwei Tage bei Tashihchiao, während ihre Kavallerie stets Kontakt zu den zurückziehenden Russen hielt. Die japanische 5. Division wurde am 28. Juli an die 4. Armee transferiert und erreichte diese rechtzeitig, um an der Schlacht von Hsimucheng teilzunehmen. Durch die japanischen Erfolge bei Tashihchiao und Hsimucheng konnte sich die 2. Armee mit 4. Armee bereits am 1. August bei Hai-cheng vereinigen. Durch den Erfolg am Motien-Pass hatten die drei japanischen Armeen die Entfernung zwischen sich von 140 Meilen auf 45 Meilen reduziert.
Ende August 1904 standen sich die gegnerischen Armeen bei der Schlacht von Liaoyang gegenüber.

## Notizen
1. 1 2  Committee of Imperial Defence 1908, S. 142.
2. ↑  Kowner 2006, S. 372.
3. ↑  Committee of Imperial Defence 1908, S. 53.
4. ↑  Committee of Imperial Defence 1908, S. 55.
5. 1 2  Committee of Imperial Defence 1908, S. 59.
6. 1 2  United Service Institution of India 1904, S. 391.
7. ↑  Committee of Imperial Defence 1908, S. 62.
8. 1 2  War Office 1908, S. 33.
9. 1 2  Committee of Imperial Defence 1908, S. 63.